# Осівці (Житомирський район)
Осі́вці — село в Україні, у Житомирському районі Житомирської області. Населення становить 684 осіб.

## Географія
Біля села протікає річка Урочище Болотне, ліва притока Здвижу.

## Історія
Перша згадка про село датується 1542 роком. Від назви села походить прізвище панів — Осовецькі. У XVII столітті село належало до Брусилівського маєтку.
У 1636 році села Осівці, Озеряни, Карабачин, Костовці належали Андрію Соколовському.
У 1818 році в селі під керівництвом священика Миколи Рогуцького збудовано кам'яну церкву Успіння Пресвятої Богородиці.
У 1820 році Осівці розділили на 7 частин.
У 1864 році тут було 4 власники, а саме: Іполит і Сигізмунд Крижановські — 1995 десятин, і 253 ревізькі душ; Йосиф та Фекла Радзіковські — 440 десятин і 71 ревізьку душу; Іван Курманович — 334 десятини і 36 ревізьких душ; Варфоломій та Ілля Курмановичі — 173 десятини і 13 ревізьких душ. У плані присадибних земель селян частини Крижановських зазначається, що у 1864 році 24 селяни мали 31 десятину землі з яких Семен Якута — 3 десятини, Герасимчук — 2 десятини, Боженки, Губерначуки, Гончаруки, Волощуки, Фещенки, Шамраї, Кушніри, Топоренки та інші — по 1 десятин.
В 1918 році в селі захопили владу представники «совітів».
Під окупацією нацистів село знаходилося з 10 липня 1941 по 26 грудня 1943 року. До Німеччини на роботи вивезено 123 особи, закатовано 17 чоловік.
Інколи, у пошуках провіанту, до села навертали німецькі тилові команди. За найменший прояв непокори — розстріл. Так, у березні 1942 року заарештували за доносом і відправили в райцентр трьох осівецьких голів колгоспів, де їх було страчено: Митрофана Сидоренка, Олександра Чередниченка та Олександра Марчука.
В другій світовій воювало 123 осівчан, 69 з них загинули.

## Населення

### Мова
Розподіл населення за рідною мовою за даними перепису 2001 року:
| Мова       | Кількість | Відсоток |
| ---------- | --------- | -------- |
| українська | 675       | 98.68%   |
| російська  | 5         | 0.73%    |
| румунська  | 4         | 0.59%    |
| Усього     | 684       | 100%     |

## Відомі жителі та вихідці села
- Микола Рогуцький — священик, в 1818 році побудував кам'яну церкву;
- Митрофан Сидоренко, Олександр Чередниченко, Олександр Марчук — голови колгоспів, які загинули в 1942 році;
- Кармалюк Павло Петрович (1908—1986) — український оперний співак
- Мартиненко Петро Федорович (1936—2013) — український юрист, суддя Конституційного суду України.
- Губерначук Станіслав Сергійович (1938) — філолог, письменник, журналіст, редактор, краєзнавець, громадський діяч